# İbrahim Köseoğlu
İbrahim Köseoğlu (* 16. Januar 1968 in Bulgarien) ist ein ehemaliger türkischer Fußballspieler und -trainer. Aufgrund seiner langjährigen Tätigkeiten für Zeytinburnuspor und Bursaspor wird er mit diesen Vereinen assoziiert.

## Spielerkarriere

### Verein
Köseoğlu kam 1968 als Sohn von Bulgarien-Türken in Bulgarien zur Welt. Seine Profifußballkarriere begann er 1988 bei dem damaligen Istanbuler Zweitligisten Zeytinburnuspor. In der Spielzeit 1988/89 gewann er mit seiner Mannschaft die Zweitligameisterschaft und stieg zum ersten Mal in der Vereinsgeschichte in die höchste türkische Spielklasse (damals als 1. Lig bekannt), auf. Nach zwei Erstligajahren stieg der Verein zum Sommer 1991 wieder in die 2. Lig ab. In der ersten Zweitligasaison nach dem Abstieg erreichte man zum Saisonende die Vizemeisterschaft der Gruppe A und verfehlte so nach der damaligen Regelung den Aufstieg. Die darauffolgende Spielzeit 1992/93 wurde man erneut Vizemeister und stieg, aufgrund der geänderten Spielregelung, nach zweijähriger Abstinenz wieder in die höchste türkische Spielklasse auf.
Nach dem Aufstieg wurde Köseoğlu vom Trainerstab als nicht ausreichend für die 1. Lig befunden und auf die Liste der Spieler gesetzt, die ausgeliehen werden sollten. So verbrachte er die Spielzeit 1993/94 beim Zweitligisten PTT. Bei diesem Verein spielte er durchgängig als Stammspieler und machte mit zehn Toren in 21 Ligabegegnungen auf sich aufmerksam. PTT verpasste jedoch den Klassenerhalt und stieg in die dritthöchste türkische Spielklasse (damals als 3. Lig bekannt) ab.
Durch seine guten Leistungen bei PTT fiel er mehreren Erstligavereinen, u. a. Bursaspor, auf. So erhielt sein Verein zum Sommer 1994 mehrere Anfragen, wobei es mit Bursaspor zu einer Einigung kam. Bei seinem neuen Verein wurde er vom Trainer Nevzat Güzelırmak erst am 4. Spieltag das erste Mal eingesetzt. Nach dieser Begegnung vom 4. Spieltag gegen Kayserispor wurde Güzelırmak durch Nejat Biyediç ersetzt. Unter diesem neuen Trainer eroberte sich Köseoğlu auf Anhieb einen Stammplatz und spielte, abgesehen von verletzungsbedingten Ausfällen, durchgängig. In der Saison 1994/95 erreichte man den 6. Tabellenplatz und qualifizierte sich für die nächste Saison für den UEFA Intertoto Cup. Im vorsaisonlichen UEFA Intertoto Cup 1995 schloss man die Gruppenphase souverän als Tabellenerster der Gruppe 10 ab. Im Achtelfinale traf man auf den griechischen Vertreter OFI Kreta und bezwang diesen mit 2:1. Im Viertelfinale traf man auf den damaligen Bundesligisten Karlsruher SC. Die vor heimischer Kulisse gespielte Begegnung avancierte zu einer der packendsten und legendärsten Begegnungen der Vereinsgeschichte. In der Partie gelang Karlsruhe durch ein Tor von Thomas Häßler in der 26. Minute die Führung. Die reguläre Spielzeit endete mit 2:2. Bursaspor erreichte in der Nachspielzeit durch ein Tor von Ercüment Şahin die 3:2-Führung. Karlsruhe gelang fünf Minuten vor Spielende der Ausgleich. Die Partie entschied Karlsruhe nach Elfmeterschießen 9:8 für sich. Köseoğlu kam bei all diesen Partien zum Einsatz. In seiner zweiten Saison bei Bursaspor fiel er auch dem damaligen türkischen Nationaltrainer Fatih Terim auf und er absolvierte sein erstes Länderspiel.
Für die Spielzeit 1996/97 stellte der Vereinsvorstand den Briten Gordon Milne als Trainer ein. Unter diesem Trainer wurde Köseoğlu kaum berücksichtigt und spielte bis zur Winterpause nur in einer einzigen Ligapartie mit. Zur Winterpause wurde Köseoğlu von Milne auf die Liste der Spieler gesetzt, mit denen er für den weiteren Verlauf der Saison nicht mehr plante. So legte die Vereinsführung Köseoğlu nahe, als Ausleihspieler zu einem anderen Verein zu wechseln. Köseoğlu zeigte sich einverstanden und verließ Ende November 1996 den Verein Richtung des Ligakonkurrenten Çanakkale Dardanelspor. Bei diesem Verein bekam Köseoğlu einen Stammplatz und traf in 15 Ligabegegnungen zweimal. Zum Saisonende wechselte er dann samt Ablöse zu Dardanelspor und etablierte sich hier als Stammspieler.
Zum Sommer 1998 wechselte er innerhalb der Liga zum Aufsteiger Adanaspor. In seiner ersten Saison verbrachte Köseoğlu nur die Hinrunde bei Adanaspor und die Rückrunde als Leihspieler beim Zweitligisten Kayserispor. In der zweiten Saison blieb er durchgängig bei Adanaspor, hatte aber keinen Stammplatz.
Für die Spielzeit 2000/01 verließ er Adanaspor und wechselte zum Zweitligisten Sakaryaspor. Hier erreichte er zum Saisonende das Play-off-Finale der TFF 1. Lig und verpasste per Elfmeterschießen gegen Malatyaspor den Aufstieg in die Süper Lig.
Nach einem Jahr bei Sakaryaspor verließ er den Verein und wechselte zum Drittligisten Eskişehirspor. Anschließend spielte er für seinen alten Verein Zeytinburnuspor. Dieser Verein spielte mittlerweile in der TFF 3. Lig, der vierthöchsten türkischen Spielklasse. Nach einem Jahr verließ er diesen Verein und wechselte innerhalb der Liga zu Kasımpaşa Istanbul. Dieser Verein erreichte in der Saison 2004/05 die Meisterschaft der TFF 3. Lig und stieg in die TFF 2. Lig auf. Im Anschluss an diesen Erfolg beendete Köseoğlu seine aktive Profifußballerlaufbahn.

### Nationalmannschaft
Für das anstehende Freundschaftsspiel vom 9. April 1996 gegen die Aserbaidschanische Nationalmannschaft lud der damalige türkische Nationalcoach Fatih Terim zu Testzwecken mehrere junge Spieler in den Kader der türkischen Nationalmannschaft ein. Neben solchen Spielern wie Ufuk Süer, Selahattin Özbir, Vedat İnceefe, Vedat Vatansever und Hakan Şimşek gehörte auch Köseoğlu zu den neu nominierten Spielern. In dieser Partie spielte er von Beginn an und absolvierte sein erstes und einziges Länderspiel.

## Trainerkarriere
Direkt nach seinem Karriereende übernahm er bei seinem letzten Verein als Spieler, bei Kasımpaşa Istanbul, eine Tätigkeit als Nachwuchstrainer. Im Februar 2007 übernahm er die gleiche Tätigkeit bei Balıkesirspor. Anfang Abril 2008 arbeitete er das erste Mal als Cheftrainer und trainierte den Viertligisten Kütahyaspor.

## Erfolge

### Als Spieler
- Mit Zeytinburnuspor
  - Meisterschaft der TFF 1. Lig (1): 1988/89,
  - Vizemeisterschaft der TFF 1. Lig (1): 1992/93
  - Aufstieg in die Süper Lig (2): 1988/89, 1992/93